# HMS Eggesford (L15)
HMS Eggesford (L15) là một tàu khu trục hộ tống lớp Hunt Kiểu II của Hải quân Hoàng gia Anh Quốc được hạ thủy năm 1942 và nhập biên chế năm 1943. Nó đã hoạt động trong suốt Chiến tranh Thế giới thứ hai, xuất biên chế năm 1946, xếp lại lớp như một tàu frigate, rồi được chuyển cho Tây Đức năm 1956. Con tàu tiếp tục phục vụ cùng Hải quân Tây Đức như là chiếc Brommy (F218) trong vai trò tàu huấn luyện cho đến khi ngừng hoạt động năm 1965 và bị tháo dỡ năm 1979.

## Thiết kế và chế tạo
Eggesford được đặt hàng vào ngày 28 tháng 7, 1940 cho hãng Samuel White tại Isle of Wight trong Chương trình Khẩn cấp Chiến tranh 1940 và được đặt lườn vào ngày 23 tháng 6, 1941. Những chiếc Hunt Kiểu III khác biệt với Kiểu II khi thay thế một tháp pháo 4-inch nòng đôi bằng hai ống phóng ngư lôi để cải thiện khả năng hoạt động như một tàu khu trục. Eggesford được hạ thủy vào ngày 12 tháng 9, 1941 và nhập biên chế vào ngày 21 tháng 1, 1943. Tên nó được đặt theo rừng săn cáo Eggesford tại Devon, và là chiếc tàu chiến duy nhất của Hải quân Anh được đặt cái tên này. Con tàu được cộng đồng dân cư South Moulton thuộc hạt Devonshire đỡ đầu trong khuôn khổ cuộc vận động gây quỹ Tuần lễ Tàu chiến năm 1942.

## Lịch sử hoạt động

### 1943
Sau khi hoàn tất chạy thử máy vào tháng 1, 1943, Eggesford đi đến Tobermory, đảo Mull, Scotland để tiếp tục được trang bị, trước khi được cử sang hoạt động tại khu vực Địa Trung Hải. Vào ngày 16 tháng 3, nó tham gia cùng các tàu khu trục Badsworth (L03), HMS Douglas, Goathland (L27) và Whaddon (L45), tàu khu trục Ba Lan ORP Krakowiak, các tàu xà lúp Woodpecker (U08) và Wren (U28) trong thành phần hộ tống cho Đoàn tàu WS28 hướng sang Ấn Độ Dương và Đoàn tàu KMF11 đi Địa Trung Hải. Hai đoàn tàu tách ra vào ngày 21 tháng 3, khi các tàu khu trục Malcolm (D19), Witch (D89), Quadrant (D17) và Wolverine (D78) tiếp tục hộ tống Đoàn tàu WS28 đi Freetown, Sierra Leone, trong khi Eggesford cùng Đoàn tàu KMF11 đi đến Gibraltar.
Đến ngày 22 tháng 3, Eggesford lên đường đi Malta và gia nhập Đội khu trục 60 tại đây, làm nhiệm vụ tuần tra và hộ tống vận tải tại khu vực Tây và Trung tâm Địa Trung Hải hỗ trợ cho các chiến dịch tại Bắc Phi. Con tàu đã tham gia phong tỏa Cape Bon trong tháng 5 nhằm ngăn chặn tàu bè triệt thoái lực lượng của phe Trục khỏi Tunisia. Sang tháng 6, nó tham gia Chiến dịch Husky, cuộc đổ bộ của lực lượng Đồng Minh lên Sicily, Ý. Nó tham gia Đội hộ tống W thuộc Lực lượng hỗ trợ phía Đông trong cuộc đổ bộ, và đã khởi hành từ Sfax, Tunisia vào ngày 7 tháng 7 hộ tống cho Đoàn tàu SBS1 đi đến khu vực tấn công. Nó tách khỏi Đoàn tàu SBS1 tại Sicily ba ngày sau đó, tiếp tục ở lại ngoài khơi bãi đổ bộ để cung cấp hỏa lực hải pháo, tuần tra và hỗ trợ cho chiến dịch.
Sang tháng 8, Eggesford được huy động để tham gia Chiến dịch Avalanche, cuộc đổ bộ của lực lượng Đồng Minh lên Salerno, Ý. Nó hộ tống các đoàn tàu vận tải và tiếp liệu tập trung lực lượng chuẩn bị cho chiến dịch, và đến ngày 9 tháng 9 đã được bố trí cùng Đội hộ tống bảo vệ các tàu chuyển quân. Vào ngày 16 tháng 9, nó bắn hải pháo hỗ trợ cho cuộc đổ bộ và tuần tra phòng không ngoài khơi, rồi sau đó tuần tra ngăn chặn sự can thiệp của các tàu phóng lôi E-boat Đức.
Sau khi chiến dịch hoàn tất, Eggesford quay trở lại vai trò hộ tống vận tải và tuần tra tại khu vực Trung tâm Địa Trung Hải, đồng thời hỗ trợ các chiến dịch quân sự trên bộ tại bờ biển phía Tây bán đảo Ý.

### 1944
Eggesford được đại tu tại Malta trong tháng 7, 1944 trước khi được tạm thời chuyển sang dưới quyền chỉ đạo tác chiến của Hải quân Hoa Kỳ nhằm chuẩn bị cho Chiến dịch Dragoon, cuộc đổ bộ của lực lượng Đồng Minh lên miền Nam nước Pháp. Nó được điều sang Chi hạm đội Khu trục 5 đặt căn cứ tại Malta trong tháng 8, rồi chuyển đến Naples, Ý; rồi đến ngày 13 tháng 8 đã cùng các tàu khu trục hộ tống Aldenham (L22), Blackmore (L43), Beaufort (L14), Belvoir (L32), Whaddon (L45), Lauderdale (L95) và tàu khu trục Hy Lạp Pindos (L65) bảo vệ cho Đoàn tàu SM2 đi sang khu vực tấn công, đi đến bãi đổ bộ hai ngày sau đó. Sau khi hoàn tất chiến dịch, nó quay trở lại quyền chỉ huy của Hải quân Hoàng gia và tiếp tục hoạt động cùng Chi hạm đội Khu trục 5.
Sang tháng 9, Eggesford được bố trí hoạt động trong khu vực biển Adriatic để hộ tống vận tải, đồng thời hỗ trợ các chiến dịch quân sự trên bộ tại bờ biển Nam Tư và tuần tra truy lùng tàu tiếp liệu đối phương. Vào ngày 7 tháng 11, nó bắn phá các căn cứ tàu E-boat đối phương trên đảo Lošinj, Croatia và tại Bar, Montenegro thuộc Nam Tư cũ. Đến tháng 12, khi sự kháng cự của phe Trục tại Địa Trung Hải đã suy giảm đáng kể, con tàu được gọi quay trở về Anh để tăng cường cho việc hộ tống các đoàn tàu vận tải ven biển tại eo biển Manche và Bắc Hải.

### 1945
Eggesford được bố trí cùng Chi hạm đội Khu trục 21 đặt căn cứ tại Sheerness. Vào lúc này đối phương tăng cường đánh phá các đoàn tàu vận tải ven biển Đồng Minh tại eo biển Manche và Bắc Hải bằng tàu ngầm U-Boat trang bị ống hơi. Các đoàn tàu từ Hoa Kỳ vượt Đại Tây Dương để đi đến các cảng phía bờ Đông nước Anh giờ đây băng qua eo biển Manche, một hành trình gần và nhanh hơn vì mối đe dọa bởi máy bay đối phương đặt căn cứ tại Pháp đã bị loại trừ.
Sau khi Đức quốc xã đầu hàng vào tháng 5 kết thúc xung đột tại Châu Âu, Eggesford được điều động sang Chi hạm đội Khu trục 18 và chuẩn bị để hoạt động tại Viễn Đông. Nó băng qua Địa Trung Hải để hướng đến Trincomalee; tuy nhiên nó chỉ đi đến Ceylon vào tháng 8, khi Nhật Bản đã chấp nhận đầu hàng kết thúc hoàn toàn cuộc chiến tranh. Nó ở lại Ceylon cho đến tháng 10, lên đường quay trở về Anh và gia nhập Hải đội Huấn luyện Rosyth. Eggesford được cho ngừng hoạt động và đưa về thành phần dự bị tại Portsmouth vào ngày 25 tháng 11, 1946, được xếp lại lớp như một tàu frigate vào năm 1947, rồi được chuyển đến Penarth vào năm 1952.

### Brommy(F218)
Theo thỏa thuận với chính phủ Cộng hòa Liên bang Đức vào tháng 5, 1956, Eggesford nằm trong số bảy tàu frigate được chuyển giao cho Hải quân Tây Đức mới được thành lập lại. Nó được bán vào ngày 11 tháng 11, 1957, được đại tu tại Liverpool trước khi nhập biên chế cùng Hải quân Đức vào ngày 14 tháng 5, 1959, và được đổi tên thành Brommy (F218).
Brommy phục vụ như một tàu huấn luyện vũ khí cho Hải quân Đức. Nó được đại tu hai lượt tại xưởng tàu Palmers Hebburn của hãng Vickers-Armstrong vào các năm 1962 và 1963. Con tàu ngừng hoạt động năm 1965; được sử dụng như một mục tiêu huấn luyện, trước khi bị tháo dỡ tại Wilhelmshaven vào năm 1979.